# Onthophagus serapiensis
Onthophagus serapiensis là một loài bọ cánh cứng trong họ Bọ hung (Scarabaeidae).